# Grahamstown
Makhanda, anteriormente conocida como Grahamstown, es una ciudad de la provincia Oriental del Cabo, en la República de Sudáfrica, y es la sede del municipio de Makana. 

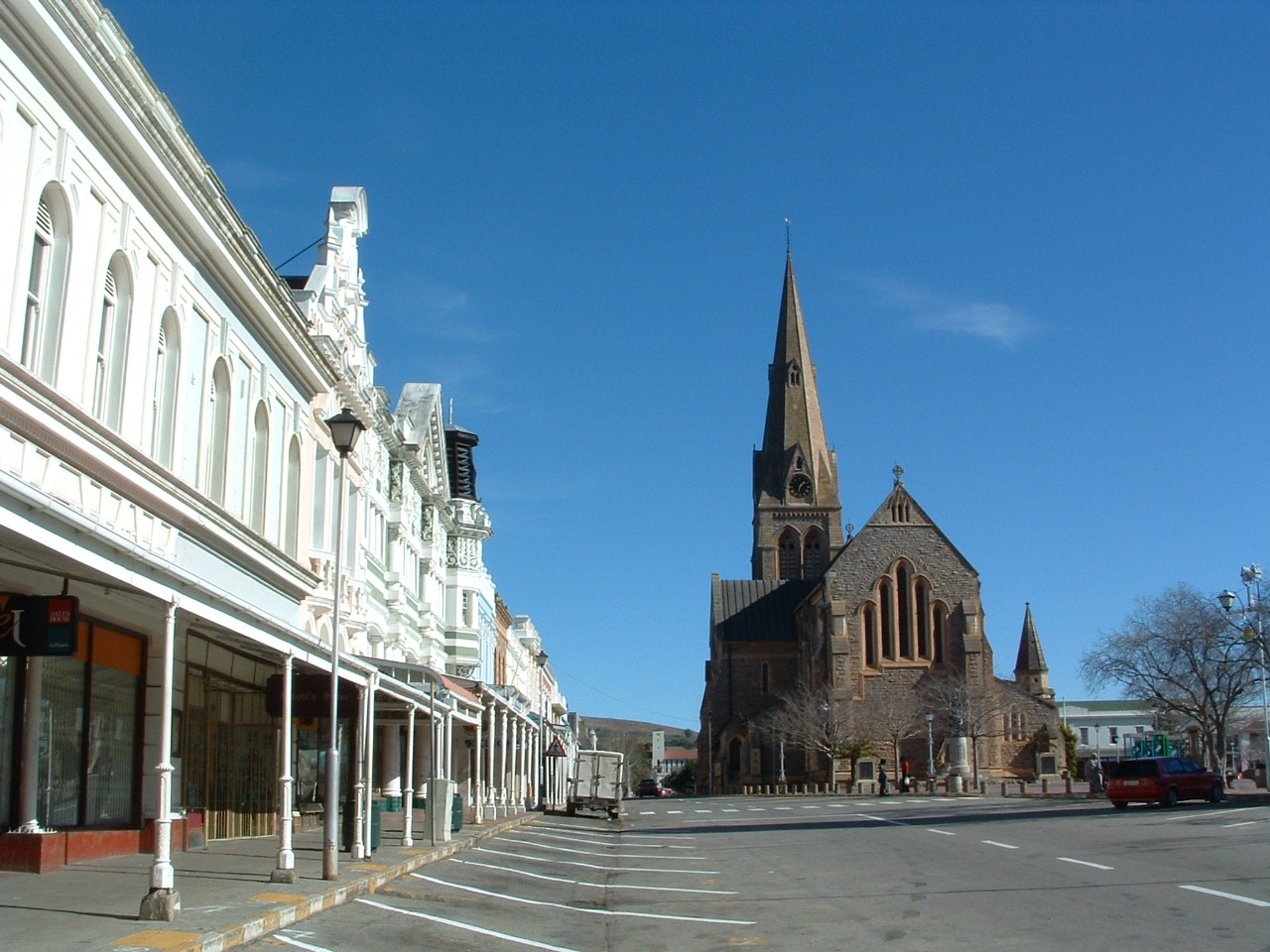
Catedral de San Jorge y San Miguel en la plaza de la Iglesia.

Situada a unos 130 km de Port Elizabeth y a 180 km de East London, Grahamstown es también la sede de la Universidad de Rhodes y de la Universidad de la Transfiguración, y una diócesis de la Iglesia Anglicana de África Meridional. También posee un Tribunal Superior. Sin embargo, no forma parte de la Red de las Ciudades de Sudáfrica.
En 2018 Grahamstown fue rebautizada como Makhanda en memoria del guerrero y profeta Xhosa Makhanda ka Nxele, y el cambio se publicó oficialmente el 29 de junio de 2018.
Según el censo de 2011, la población de la ciudad era de 67.264 habitantes, de los cuales el 78,9 % se describía como «africanos negros», el 11,3 % como «de color» y el 8,4 % como «blancos». Desde 1994, ha habido una afluencia considerable de personas negras procedentes de la antigua patria xhosa de Ciskei, situada justo al este. El 72,2 % de la población tiene como lengua materna el xhosa, mientras que el 13,7 % habla Afrikaans y el 10,8 % habla inglés. 